# Roum (Kiiki)
Pour les articles homonymes, voir Roum (homonymie).
Roum est un village du Cameroun, situé dans l'arrondissement (commune) de Kiiki, le département du Mbam-et-Inoubou et la région du Centre.

## Population
En 1966, Roum comptait 348 habitants, principalement des Bafia. Lors du recensement de 2005, on y a dénombré 579 personnes.

## Infrastructures
La localité dispose d'une école publique.